# Shinzō Shimao
Shinzō Shimao (島尾伸三, Shimao Shinzō, né en 1948) est un photographe japonais.